# С перо и шпага
„С перо и шпага“ (на руски: Пером и шпагой) е исторически роман от съветския писател Валентин Пикул, написана през 1963-1972 г.

## Сюжет
Внимание:  Текстът по-долу разкрива сюжета на произведението (или части от него)!
Изчерпателно точно за романа си пише самият Валентин Пикул:
| „ | – Романът е от историята на тайната дипломация в периода на войната, която се нарича Седемгодишна война; за подвизите и славата на руските войски в сраженията дошли с битки до Берлин, столицата на Бранденбургското курфюршество; и достоверна история за дните и делата на благородния кавалер де Eон, който прекарва 48 години като мъж, а 34 години е смятан за жена, както в униформа, и в дантела, успява да се прослави, еднакво доблестно владеещ перото и шпагата... | “ |